# Letecká základna Altus
Letecká základna Altus (anglicky Altus Air Force Base; kód IATA je LTS, kód ICAO KLTS, kód FAA LID LTS) je vojenská letecká základna letectva Spojených států amerických nacházející se 6,4 kilometru severovýchodně od města Altus ve státě Oklahoma. Je domovskou základnou 97. křídla vzdušné přepravy (97th Air Mobility Wing; 97 AMW), která je podřízena Leteckému výukovému a tréninkovému velitelství USAF. Jejím úkolem je poskytovat základní i pokročilý výcvik pilotů a technického personálu na transportních letounech Boeing C-17 Globemaster III a Boeing KC-135 Stratotanker.
Základna Altus byla zprovozněna v roce 1943, tehdy ještě pod názvem „Altus Army Airfield“.